# Grafički korisnički interfejs
Za druga značenja pogledajte GUI
Grafički korisnički interfejs (енгл. graphical user interface (GUI), sučelje ili okruženje) je softversko okruženje koje omogućava korisniku adekvatnu komunikaciju sa kompjuterom koristeći prethodno definisane funkcije. Najzaslužniji za njegov razvoj su Makintoš i Windows operativni sistemi. Grafički korisnički interfejs je zamenio nepraktične i teške tekstualne interfejse ranijih kompjutera (npr. MS-DOS) relativno intuitivnim sistemom, koji nije samo uprostio rukovanje kompjuterom, već ga je učinio mnogo prirodnijim i ugodnijim.
Akcije u grafičkom korisničkom interfejsu se obično izvode direktnom manipulacijom grafičkih elemenata. Pored računara, GUI se koristi u mnogim mobilnim uređajima kao što su MP3 plejeri, prenosivi medijski plejeri, uređaji za igre, pametni telefoni i u manjim kućnim, kancelarijskim i industrijskim kontrolnim uređajima. Termin GUI se ne primenjuje na druge tipove interfejsa sa nižom rezolucijom ekrana, kao što su video igre (gde se preferira head-up displej (HUD), ili ne sadrže ravne ekrane, kao što su volumetrijski displeji, jer je termin ograničen u opsegu na dvodimenzionalne ekrane koji mogu da prikažu generičke informacije, u tradiciji računarskih istraživanja u istraživačkom centru Ziroks Palo Alto.

## Nastanak i rani razvoj
Grafički korisnički interfejs je način čovekovog komuniciranja sa kompjuterom koji koristi prozore, ikonice i menije kojima se može manipulisati mišem ili tastaturom. Softver koji je ugrađen u sve grafičke korisničke interfejse je Window manager, koji prikazuje prozorčiće sa pratećim menijima, tipkama i skrolovima.
Začeci grafičkog korisničkog intefejsa se mogu naći još kod Vanevar Buša, naučnika i futuriste koji je radio za Massacuhsetts Institute of Tecnology (MIT) tokom Drugog svjetskog rata. Bush je 1945. godine kostruisao mašinu Memex koja je mogla da organizuje i klasifikuje članke iz stručnih časopisa. Memex je trebalo da predstavlja informacijski sistem za metodično sortiranje teksta po principu relacija nastalih na ideji Bushovih asocijacija. U svom eseju „As we may think“, objavljenom u julu 1945. godine u izdanju The Atlantic monthly, Bush vizionarski predviđa kako će budući sakupljači informacija koristiti kompjutersku napravu Memex, koja će biti opremljena dugmićima i polugama koji mogu pristupiti povezanim podacima.
Početkom 1963. godine Ivan Sutherland, student MIT-a, razvio je program za svoju doktorsku disertaciju pod nazivom Sketchpad (tabla za crtanje), koja je omogućavala direktnu manipulaciju grafičkih objekata na CRT monitoru koristeći svjetlosnu olovku. Njegov koncept je uključivao sposobnost zumiranja displeja, dio memorije za čuvanje objekata i sposobnost crtanja preciznih linija i uglova na ekranu. Douglas Engelbart se smatra ocem korisničkog interfejsa, studirao je na Stanford Research Institute gdje je osnovao Augmentation Research Center. Do sredine 1960ih je stvorio set izuma, uključujući i onaj o segmentaciji ekrana kako bi se lakše koristili dokumenti. Takođe je izumio prvi primitivni miš 1968. godine i predstavio ga na Fall Joint Computer Conference u San Francisku. Nazvan je X - Y Position Indicator, a nalazio se u maloj kutiji sa točkićima koji je pomjerao kursor na ekranu krećući se horizontalno. Engelbartov miš sa vidljivim kursorom je bio jedini preostali izum koji je bio neophodan za razvoj korisničkog interfejsa.

### PARC korisnički interfejs
Za sljedeći talas unapređenja korisničkog interfejsa zaslužan je Palo Alto Research Center (PARC), kompanije Xerox, u koju se početkom 1970ih preselio Engelbartov tim. Njegov tim je došao da radi na petogodišnjim projektima svojih snova, tako da su dobili odriješene ruke da se bave onim čime žele. PARC istraživači su bili ubijeđeni da rade na budućnosti kompjutera, ne sluteći da će uraditi upravo to.
Njihove ideje o korisničkom interfejsu su implementovane na kompjuterskoj stanici zvanoj Xerox star, koji je predstavljen 1981. godine. Iako je proces bio skup, Star je koristio tehniku „bit mapping“ u kojoj je sve što se nalazilo na ekranu bilo, u principu, slika. Ova tehnika nije bila dobrodošla samo za grafičke elemente nego je dozvolila kompjuterskom ekranu da prikaže tačno ono što će se vidjeti u izlazu na printeru – tehnika koja je postala poznata kao „ono što vidiš to ćeš i dobiti“. Alan Kay, naučnik u PARC, dizajnirao je Star interfejs koji je obuhvatao set malih sličica (ikonica) rasprostranjenih na ekranu, što se počelo smatrati virtuelnim radnim prostorom. Ikonice su predstavljale aktivnosti i funkcije kao što su spašavanje datoteka i štampanje dokumenata. Miš se koristio da bi se pozicionirao kursor iznad ikonice, a jednim klikom bi se komanda automatski zadala – intuitivno jednostavniji, uopšteno brži način nego kucanje komandi.
Steve Jobs je 1979. godine posjetio PARC što ga je inspirisalo da napravi projekat koji će vremenom dovesti do nastanka Apple Macintosh kompjutera. Manje je poznato da je Jobs 1967. godine upoznat sa PARC istraživanjima od strane njegovog saradnika Jefa Riskina.
Apple Macintosh, lansiran 1984. godine je bio prvi komercijalno uspješan kompjuter sa funkcionalnim korisničkim interfejsom. On je bio tako uspješan da je vremenom ovaj korisnički interfejs preuziman od strane većine naučnika koji su se bavili operativnim sistemima i aplikacijama, a danas se koristi na gotovo svim kompjuterima i elektronskoj tehnologiji.

### Noviji razvoj korisničkog interfejsa
Korisnički interfejsi razvijeni 1980ih godina:
- VisiOn – tvorac je kompanija VisiCorp koja je poznata po tome što je napravila prvi radni dokument (spreadsheet), a interfejs je razvijala za IBM kompaniju. VisiOn je lansiran 1983. godine, ali sa visokom cijenom (1495 dolara) i velikim hardverskim zahtjevima;
- Windows 1.0 – Generalno, neuspjeh VisiOn interfejsa je inspirisao Bill Gatesa da se pojavi na tržištu sa konkurentnijim proizvodom, prvobitno nazvanim Interfejs menadžer, ali je kasnije preimenovan u Windows. Lansiran je 1983. godine, izgledao je kao prelaz između VisiOna i Microsoft Worda za DOS interfejs. Nešto kasnije, 1985. godine, izlazi verzija u boji sa uobičajenim grafičkim elementima kao što su skrolovi, prozorčići i meniji. Međutim, umjesto jedinstvenog menija koji su imali Lisa i Macintosh, svaka aplikacija je imala svoj meni odmah ispod nazivne linije;
- Tandy DeskMate – Tandy Computers je izbacio prvu verziju svog grafičkog interfejsa 1984. godine. Bio je dizajniran tako da se koristio primarno tastaturom, koristeći tipke kao prečice za menije, ali nije imao preklapajuće prozorčiće. Bio je težak za upotrebu.
- GEM – Krajem 1985. godine Digital Research je na tržište izbacio GEM, korisnički interfejs za DOS, kao i za novi Atarijev kompjuter koji se pojavio iste godine. GEM je bio sličan interfejsu Lisa i Macintosh kompjutera, što je dovelo do toga da ih tuži Apple za kompjutersku verziju, dok je Atari verzija ostala van tužbe.
- Amiga Workbench – Komodorov Amiga kompjuter lansiran je 1985. godine sa svojim korisničkim interfejsom. Sadržao je neke nove ideje, kao što je sposobnost da se prozorčići pomjeraju gore i dole, kao i mogućnost rada u prozorčićima bez potrebe da oni pređu u prednji plan.
- GEOS – Berkely softworks je izradio GEOS 1986. godine, interfejs sličan GEM interfejsu koji se koristio za Komodor 64 i Apple.
- Windows 2.0 – Krajem 1987. godine Windows je unaprijedio svoj grafički interfejs, napuštajući stari metod slaganja prozorčića u korist današnjeg preklapajućeg metoda. Ova izvedba, zajedno sa programom NewWave od HP-a, tužena je od strane Apple jer su imali sličan izgled i uređenje. Apple je izgubio slučaj.

Korisnički interfejsi iz 1990ih godina bili su u znaku Windowsa, pogotovo nakon izdanja Windows 3.0 OS, sa prvim prihvatljivim interfejsom za IBM kompatibilne kompjutere, a taj interfejs postaje standardom za personalne kompjutere. Ovaj potez je vodio do razvoja različitih grafičkih interfejsa za UNIX i druge serverske operativne sisteme. Od 1995. godine Microsoft preuzima primat nad razvojem interfejsa.

### Današnji grafički korisnički interfejsi
Dizajn grafičkog korisničkog interfejsa bilježi stalni progres od pojave Macintosh i Windows 95 sistema, a nastavlja sa razvojem i danas. Ovo je rezultat nekoliko faktora, uključujući napredak u hardverskoj tehnologiji (brži procesori, više memorije i veća rezolucija displeja), poboljšanja softvera i povećanja tražnje korisnika. Jedna od najvažnijih novina u grafičkim korisničkim interfejsima su pretraživači (browser), a jedno od najinteresantnijih polja u razvoju je navigacija kroz trodimenzionalni prostor. Zatim, novi interfejsi dopuštaju korisnicima da rotiraju i slobodno mijenjaju veličinu ikonica i njihovu providnost. Takođe, istraživanja se obavljaju u poljima jezika, gdje se pokušavaju implementovati prirodni jezici u komunikaciju sa kompjuterima.
Razvojem programa za dizajniranje korisničkog interfejsa, danas svaki kompjuterski pismen korisnik može pokušati kreirati svoju verziju. Osam zlatnih pravila u dizajniranju korisničkog interfejsa danas:
- Težiti doslednosti
- Omogućiti iskusnijim korisnicima upotrebu prečica
- Davati informativni feedback
- Projektovati dijaloge naglašene zatvorenosti
- Ponuditi prevenciju i rukovanje greškama
- Dozvoliti poništavanje efekata akcije
- Interno podržavati kontrolu
- Redukovati opterećenje radne memorije korisnika.

## Napomene
1. ↑  "UI" by itself is still usually pronounced /ˌjuːˈaɪ/

## Literatura
- „The computer mouse turns 40”. Приступљено 12. 6. 2012.
- Clive Akass. „The men who really invented the GUI”. Архивирано из оригинала 16. 8. 2011. г.
- „The Mother of All Demos”. 10. 12. 2018.
- „About PARC – PARC, a Xerox company”. parc.com. 27. 1. 2025.
- Mike Tuck (12. 8. 2001). „The Real History of the GUI”.
- July 2012, Creative Bloq Staff 19 (19. 7. 2012). „Remembering the Quantel Paintbox”. Creative Bloq (на језику: енглески). Приступљено 2021-07-01.
- „GUIdebook > Articles > "Inventing the Lisa User Interface"”. guidebookgallery.org.
- „GUIdebook > Articles > "Lisa user interface standards" (1980)”. guidebookgallery.org.
- "On Xerox, Apple and Progress" (1996), Folklore.org.
- Jef Raskin. „Holes in Histories”.
- Friedman, Ted (октобар 1997). „Apple's 1984: The Introduction of the Macintosh in the Cultural History of Personal Computers”. Архивирано из оригинала 5. 10. 1999. г.
- Friedman, Ted (2005). „Chapter 5: 1984”. Electric Dreams: Computers in American Culture. New York University Press. ISBN 978-0-8147-2740-9.
- Grote, Patrick (29. 10. 2006). „Review of Pirates of Silicon Valley Movie”. DotJournal.com. Архивирано из оригинала 7. 11. 2006. г. Приступљено 24. 1. 2014.

## Dodatna literatura
- Farid BenHajji and Erik Dybner. „3D Graphical User Interfaces”. CiteSeerX 10.1.1.103.5038 . (PDF) by Farid BenHajji and Erik Dybner, Department of Computer and Systems Sciences, Stockholm University
- Labarta, Juan A.; Olaya, Maria del Mar; Marcilla, Antonio (27. 11. 2015). „Topological Analysis of the Gibbs Energy Function (Liquid-Liquid Equilibrium Correlation Data). Including a Thermodinamic Review and a Graphical User Interface (GUI) for Surfaces/Tie-lines/Hessian matrix analysis”. hdl:10045/51725. - University of Alicante (Reyes-Labarta et al. 2015-18)

## Spoljašnje veze
- Evolution of Graphical User Interface in last 50 years by Raj Lal
- The men who really invented the GUI by Clive Akass
- Graphical User Interface Gallery, screenshots of various GUIs
- Marcin Wichary's GUIdebook, Graphical User Interface gallery: over 5500 screenshots of GUI, application and icon history
- The Real History of the GUI by Mike Tuck
- In The Beginning Was The Command Line by Neal Stephenson